# Rindert Kromhout
Rindert Kromhout (Róterdam, 9 de agosto de 1958) es un escritor holandés de literatura infantil y juvenil.

## Biografía
Rindert Kromhout estudió pedagogía infantil, pero no llegó a ejercer. No obstante, los conocimientos que adquirió sobre el mundo de los niños serían más tarde de gran utilidad para su carrera de escritor.
En 1985, Kromhout visitó Roma por primera vez. El viaje acabaría de forma dramática cuando un grupo de terroristas palestinos asaltó el aeropuerto mientras esperaba su vuelo de regreso a casa. Hubo dieciséis muertos. Esta experiencia dejó una huella muy profunda en su memoria. Más tarde, en 1995, publicó De taal van Ennio [El idioma de Ennio], un libro destinado al público adulto en el que describe este suceso.
Entre 1987 y 1988, Kromhout vivió en Italia en diversos periodos. Su amor por este país está presente en muchos de sus libros. En 1989, se mudó a Ámsterdam, y desde 2007 vive en Weesp.

## Carrera de escritor
Rindert Kromhout publicó su primera historia en 1978, en la versión holandesa de la revista del Pato Donald. Desde 1982, se dedica en exclusiva a la escritura. Entretanto, su obra consta ya de más de cien títulos publicados en diversas editoriales neerlandesas de prestigio y traducidos a catorce idiomas, incluyendo el español y el catalán.
En 2010 alcanzó notoriedad internacional por el éxito de su novela histórica juvenil Los soldados no lloran, con la cual obtuvo el premio Thea Beckman, entre otros.

### Premios literarios en los Países Bajos
- 1987 Bandera y gallardete del Griffeljury por Olaf de rover.
- 1990 Premio del jurado infantil holandés por Hens up!
- 1991 Zilveren Griffel [Estilete de plata] por Peppino.
- 1994 Premio del jurado infantil holandés por Erge Ellie en nare Nellie.
- 2001 Premio Kiekeboek por Een grote ezel.
- 2007 Medalla de honor del jurado infantil holandés.
- 2010 Bandera y gallardete del Griffeljury por Kleine Ezel en de durfal.
- 2011 Premio Thea Beckman a la mejor novela histórica por Soldaten huilen niet [Los soldados no lloran].
- 2011 Gouden Lijst [Marco de oro] por Soldaten huilen niet [Los soldados no lloran].[2]

### Premios internacionales
- 2003 Heidelberger Leander (Alemania), por Kleine Ezel en jarige Jakkie.
- 2003 Premio austriaco de literatura infantil y juvenil (Austria), por Kleine Ezel en jarige Jakkie.

## Títulos publicados en español
- El oso pirata [Olaf de rover], Ediciones SM (Barco de Vapor), 1995. Traducido por Ana del Barrio Saiz.
- Peppino y su amigo el oso [Peppino], Ediciones SM (Barco de Vapor), 1998. Traducido por Nadine Beliën.
- ¿Qué pone aquí? [Wat staat daar?], Ediciones SM (Barco de Vapor), 2000. Traducido por Nadine Beliën.
- Un ladrón en casa [Een dief in huis], Ediciones SM (Barco de Vapor), 2000. Traducido por Nadine Beliën.
- ¡Vaya fiesta! [Wat een feest!], Ediciones SM (Barco de Vapor), 2002. Traducido por Nadine Beliën.
- ¡Menuda historia! [Wat een verhaal!], Ediciones SM (Barco de Vapor), 2003. Traducido por Nadine Beliën.
- Burrito y gallina [Kleine Ezel en de oppas], Ediciones Ekaré, 2007. Traducido por Corinne Dayan.
- Burrito y el regalo [Kleine Ezel en jarige Jakkie], Ediciones Ekaré, 2012. Traducido por Corinne Dayan.
- Los soldados no lloran [Soldaten huilen niet], Ediciones SM (Gran Angular), 2012. Traducido por Gonzalo Fernández.